# Pistolet à eau
Ne doit pas être confondu avec Pistolet d'arrosage.

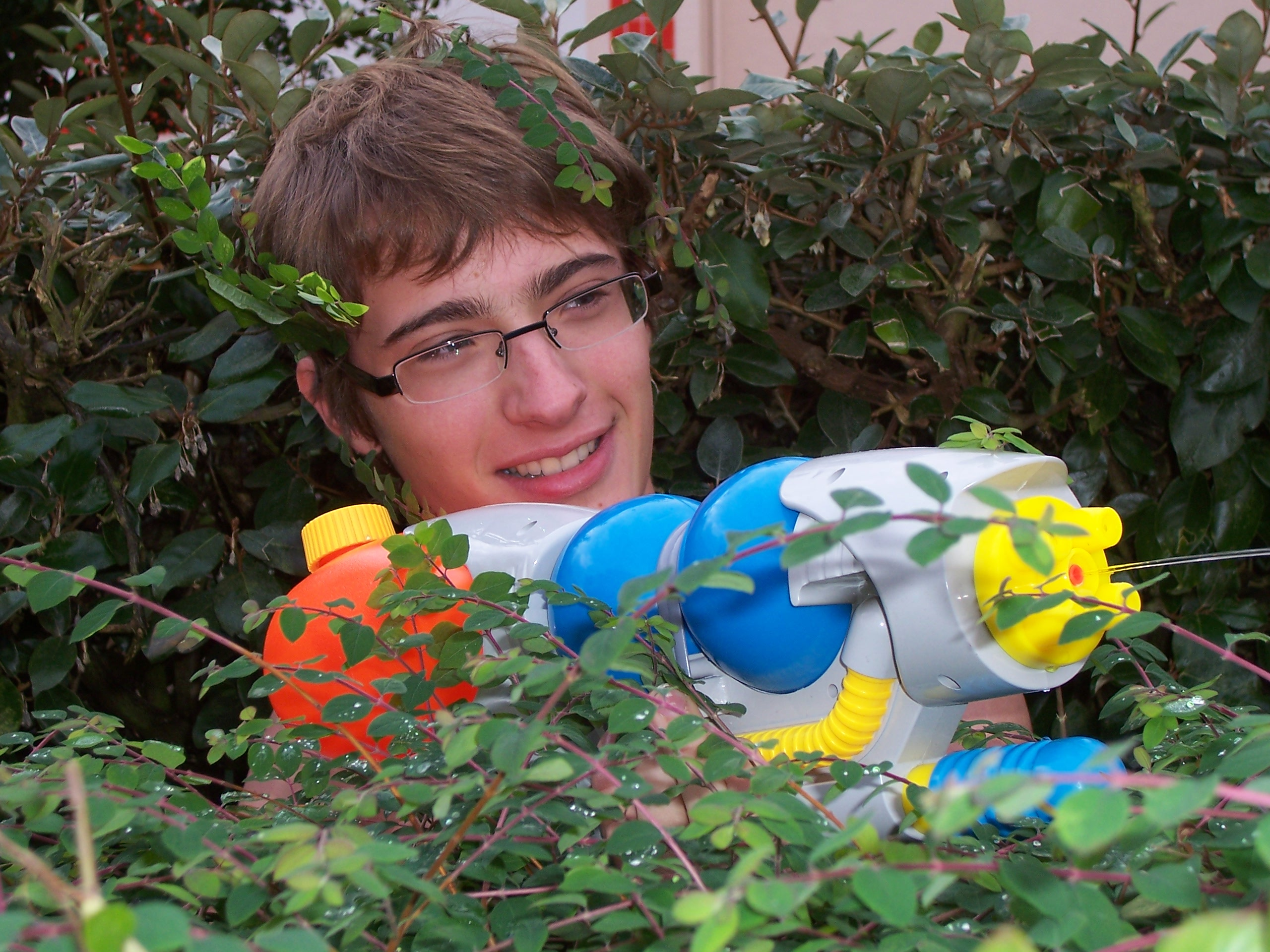
Étudiant jouant avec un pistolet à eau

Un pistolet à eau est un jouet souvent constitué de plastique de basse qualité, de couleurs criantes et projetant de l'eau à vitesse modérée vers des adversaires fictifs dans un but purement ludique. 

## Fonctionnement
Tous les pistolets à eau fonctionnent sur un principe simple de différence de pression entre l'air présent à l'intérieur du réservoir et l'isobare extérieur. L'air du réservoir pousse donc une partie de l'eau contenue dans le réservoir à l'extérieur de celui-ci. L'eau mise en mouvement est alors dirigée par le canon en direction de la cible

### Modèle sans système de pompage

Dessin d'un pistolet simple vu en coupe. La gâchette active directement la pompe.

La pression induite permettant de propulser l'eau hors du canon est produite uniquement par la pression de la détente par l'utilisateur. C'est pourquoi la détente de ce genre de pistolets à eau est difficile à actionner et qu'ils sont pour la plupart peu puissants.

### Modèle à pompe

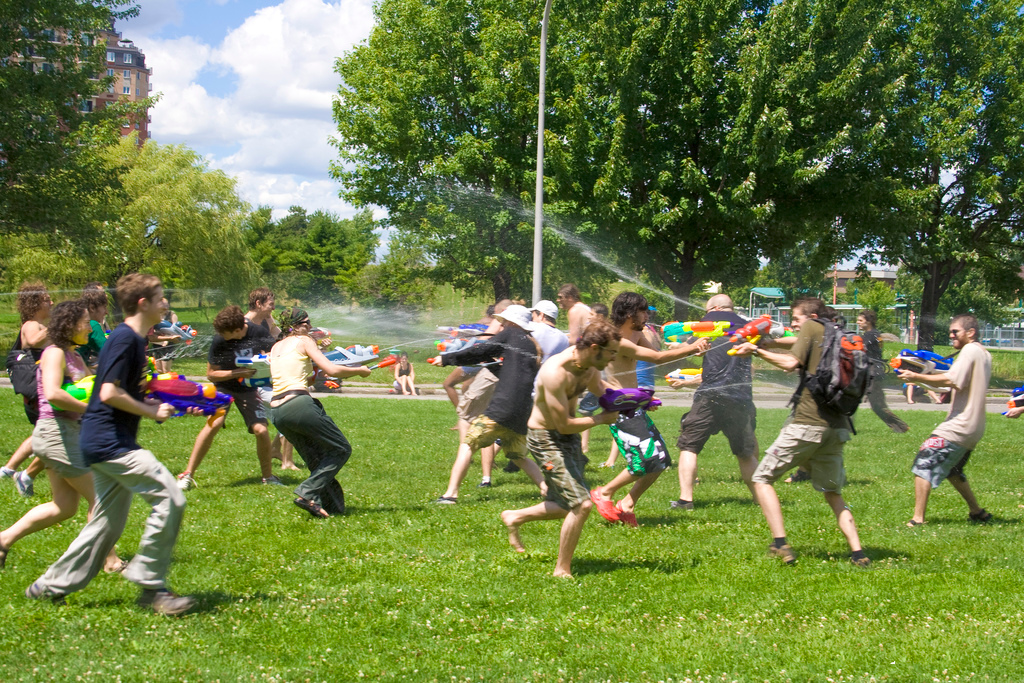
Bataille avec des pistolets à pompe.

Les modèles de pistolets à pompe sont très souvent beaucoup plus volumineux que les précédents, pour la simple raison que le système de pompage permet d'augmenter la pression de l'air contenu dans le réservoir sans pour autant projeter l'eau, on atteint donc un état d'équilibre liquide/gaz qui est rompu par l'activation de la gâchette qui met en contact le milieu extérieur avec le réservoir. On retrouve alors le même phénomène si ce n'est que la pression à l'intérieur du réservoir est plus élevée que dans le cas précédent.

### Modèle à pression
Les modèles de pistolets à pression peuvent être naturellement remplis et mis sous pression en les raccordant au réseau d'eau municipal. Leur pression de départ sera donc égale à celle à la sortie du robinet.

## Autres usages
La pandémie du covid-19 a donné l'idée d'utiliser des pistolets à eau pour d'autres usages, notamment pour permettre le respect de la distanciation physique lors de traditions œcuméniques.